# 고용계약
고용계약(雇傭契約)은 당사자 일방이 상대방을 위하여 노무(勞務)를 제공할 것을 약정하고, 그 상대방은 이에 대하여 보수를 지급할 것을 약정함으로써 성립하는 유상계약이자 쌍무계약(有償雙務契約), 당사자 간에 계속적인 채권채무관계를 발생하게 하는 계속적 계약의 하나이다.
민법에서는 고용을 대등·독립된 당사자 간의 계약으로 규정하고 있으며, 계약의 자유가 보장되어 있다. 그러나 자본주의사회에서는 근로자와 사용자간의 고용관계를 계약자유의 원칙에 맡길 수만은 없게 되었다. 즉, 근로자는 그 자신의 경제력의 열세로 말미암아 사용자와 본의 아니게 나쁜 조건으로 근로계약을 체결하게 되며, 결과적으로 심히 불리한 조건으로 근로를 하도록 합법적으로 강제당한 셈이 된다. 이러한 상황에 따라 국가가 근로조건의 기준을 노사쌍방에게 적극적으로 제시·규율하고자 하는 '근로기준법'이 제정되게 되었다.
고용에 관한 특별법이라고 할 수 있는 근로기준법은 거의 모든 고용관계에 대해서 민법상의 고용에 관한 규정에 우선하여 적용된다. 즉, 동거 친족(親族)만을 사용하는 사업과 가사사용인(家事使用人), 그리고 상시(常時) 4인 이하의 근로자를 사용하는 사업 또는 사업장의 경우에는 대통령이 정하는 경우를 제외하고는 근로기준법의 적용을 받는 일이 없으나(근로기준법 10조, 근로기준법시행령 1조), 그 이외의 모든 고용관계에 대하여는 원칙적으로 근로기준법이 우선 적용된다.
근로기준법은 근로계약·임금·근로시간 등에 관하여 일정 기준을 정하고 있으며, 그 기준에 미달하는 근로조건에 대하여는 그 해당 부분을 무효로 하고 있다(근로기준법 20조).

## 같이 보기
- 고용
- 단체교섭
- 직무기술서
- 노동법
- 최초고용계약
- 스마트 계약
- 고용 허가제